# Bitva u Anghiari (obraz)

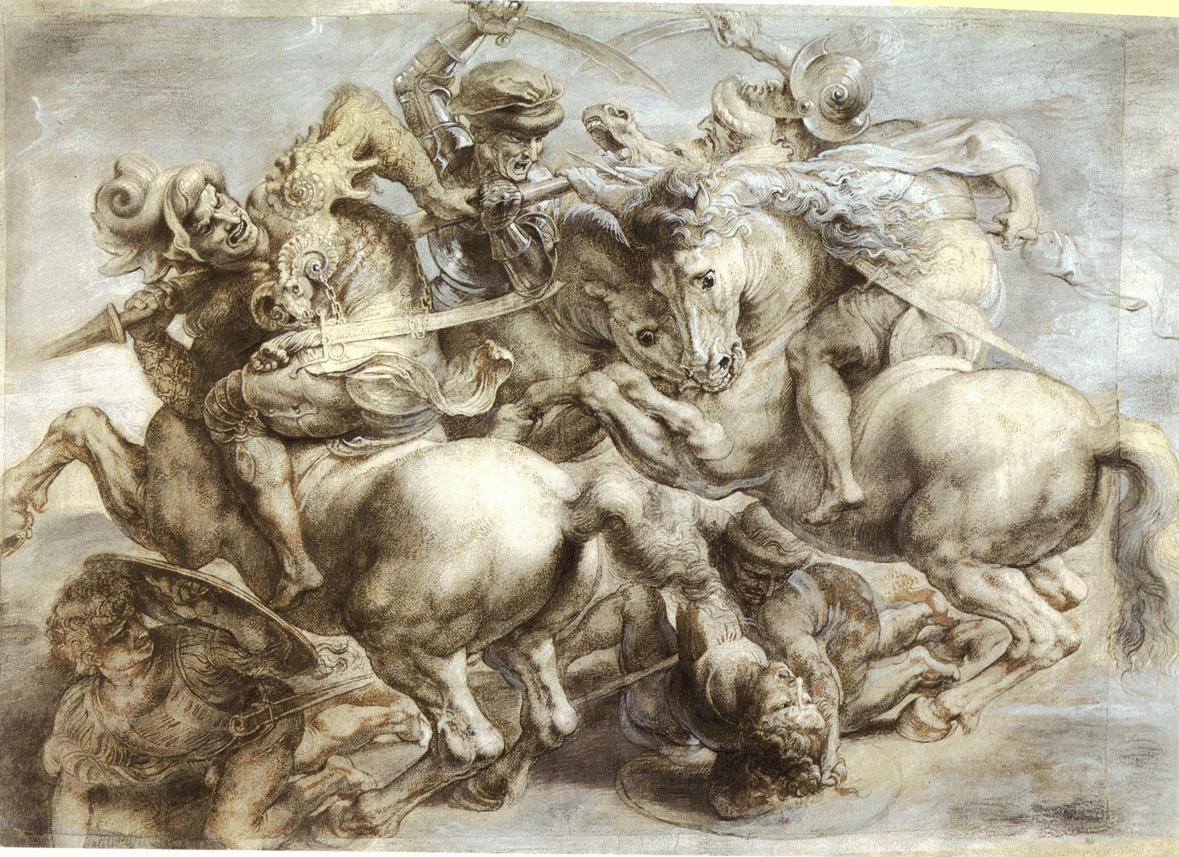
Kopie obrazu od Paula Rubense. Ohledně osob které byly předlohou čtyř jezdců, viz

Bitva u Anghiari (1505) je ztracená nástěnná malba od Leonarda da Vinciho, někdy též nazývaná "Ztracený Leonardo". Někteří znalci věří, že malba je dosud skrytá pod pozdějšími freskami v Sále pěti set (Salone dei Cinquecento) na radnici města Florencie, v paláci Palazzo Vecchio. Hlavní scéna obrazu znázorňovaIa lítou bitvu mezi dvěma válečníky na koních.

## Historie

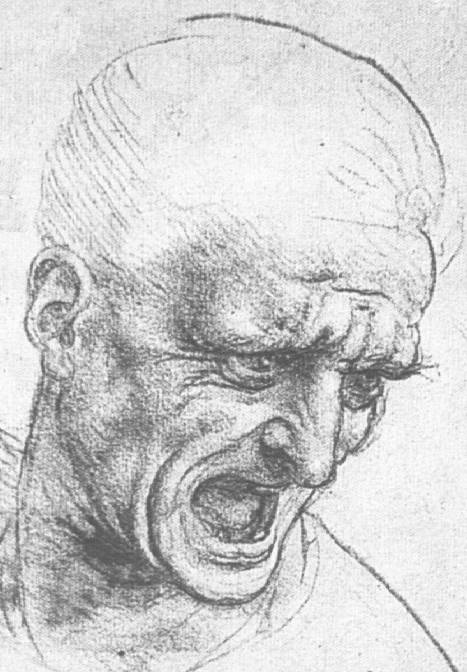
Leonardova kresba, studie Bitvy u Anghiari

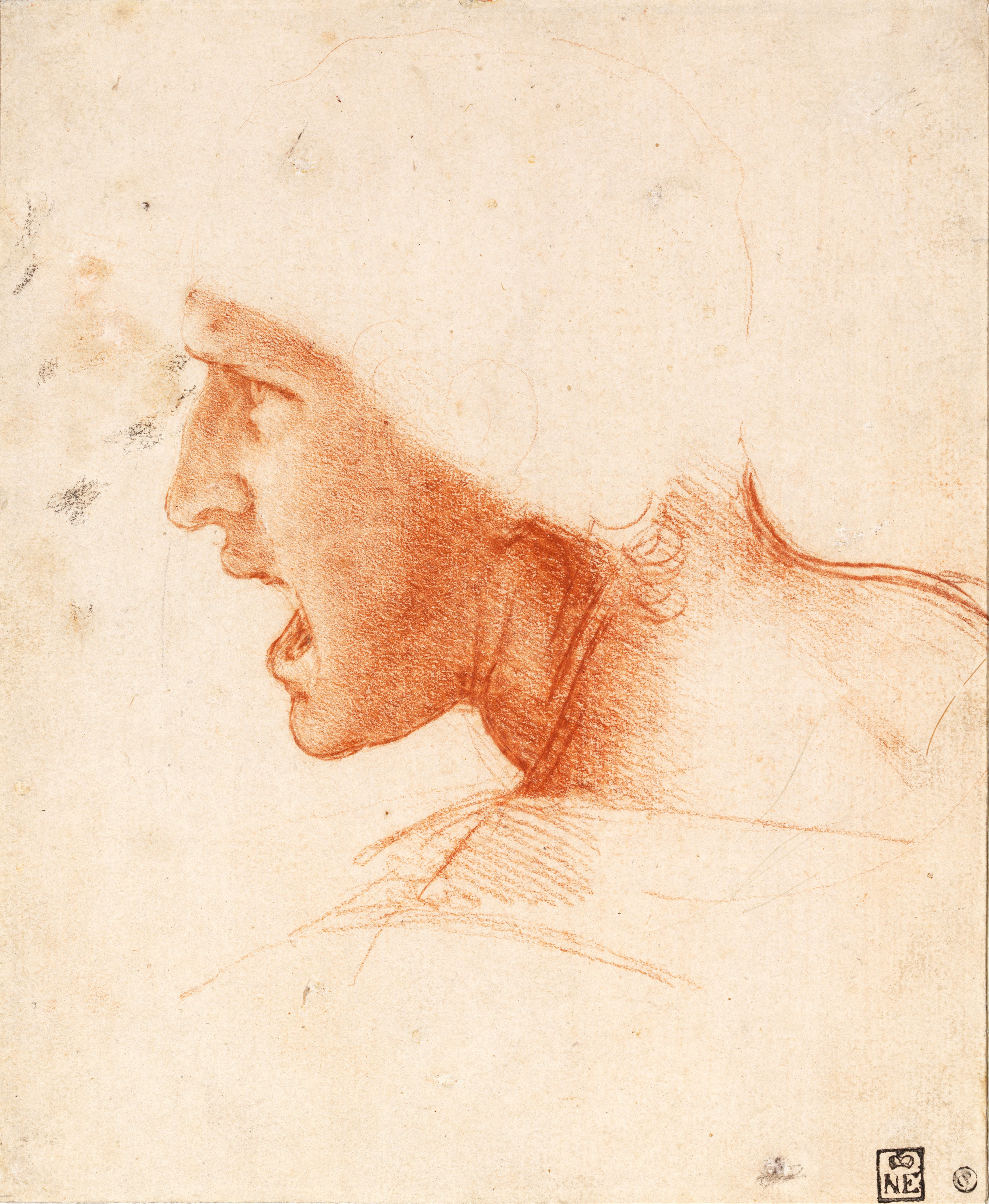
Leonardova kresba rudkou, pravděpodobně studie k Bitvě u Anghiari

Roku 1504 Leonardo da Vinci obdržel od gonfaloniereho P. Soderiniho smlouvu již podepsal Niccolò Machiavelli na výzdobu Sálu pěti set. Jeho konkurentu, Michelangelo Buonarrotimu, jenž právě dokončil svého Davida, byla vymezena protilehlá stěna. Byla to jediná příležitost, kdy Leonardo da Vinci a Michelangelo pracovali na stejném díle. Michelangelova malba znázorňovala epizodu z bitvy u Casciny, kdy nepřítel překvapil skupinu koupajících se vojáků. Michelangelo však ve Florencii nezůstal dostatečně dlouho, aby mohl práci dokončit. V roce 1505 byl povolán zpět do Říma nově zvoleným papežem Juliem II. a byl požádán aby vystavěl papežovu hrobku. Dokončil tak jen nákres a malbu pouze započal.
Leonardo da Vinci vytvořil velkou kresbu jako základ malby v kostele Basilica di Santa Maria Novella. Zobrazil na ní výjev ze života N. Piccinina, jenž působil jako condottieri ve službách milánského vévody Filippo Maria Viscontiho. Nakreslil scénu s násilnou srážkou koní a zuřivou bitvu vojáků bojujících o vlajku v bitvě u Anghiari roku 1440. Giorgio Vasari prohlašuje ve svojí knize Le Vite, že nebylo možné popsat monumentálnost, s níž Leonardo scénu vyvedl na papír: "Nelze vyjádřit nápaditost Leonardovy kresby uniforem vojáků, které načrtl v celé rozmanitosti, nebo chocholy na helmách a jiné ozdoby, nemluvě o neuvěřitelné zručnosti se kterou provedl obrysy a detaily koní jež Leonardo, lépe než kterýkoliv jiný mistr, načrtl ve vší smělosti, hře svalů a elegantní krásy."
Leonardo nechal postavit v Sále pěti set důmyslné lešení jež bylo možno zdvihat či skládat podobně jako tahací harmoniku. Tato malba měla být jeho největší a nejvýznamnější dílo. Protože měl špatnou zkušenost s malbami technikou fresco (Poslední večeře v refektáři milánského kláštera Santa Maria delle Grazie), chtěl na stěnu nanášet olejové barvy. Začal také experimentovat s tak silnou základní vrstvou (možná obsahující i vosk), že po nanesení barev malba začala stékat. Leonardo se ve spěchu snažil malbu usušit a zachránit co bylo možno; proto zavěsil blízko k obrazu velké koše s horkým dřevěným uhlím. V nedotčeném stavu byla zachráněna pouze spodní část díla. Horní část však nestačila uschnout dostatečně rychle a barvy se rozpily. Poté Leonardo práci vzdal.
Nedokončené malby Michelangela a Leonarda da Vinciho zůstaly v sále společně až do roku 1512, kdy Bartolommeo Bandinelli z žárlivosti rozřezal Michelangelův nákres. Hlavní část malby Bitvy u Anghiari se těšila po desetiletí velkému zájmu a bylo vymalováno mnoho jejích kopií.
Sál byl v polovině 16. století (1555–1572) pod vedením Vasariho a jeho pomocníků rozšířen a přestavěn, aby se v něm mohla konat zasedání dvora toskánského velkovévody Cosima I. Při této přestavbě se obě slavná – avšak nedokončená – díla, "Bitva u Casciny" od Michelangela a"Bitva u Anghiari" od Leonarda da Vinciho, ztratila.

## Dochované kopie
Jiný obraz od Paula Rubense v pařížském Louvru, známý jako Bitva u Standardu, je považována za kopii kopie originálního Leonardova obrazu. Rubens ji vytvořil roku 1603 podle rytiny L. Zacchii z roku 1558. Lze zaznamenat několik rozdílů od originálu, Rubensovi se však podařilo zobrazit zuřivost, emotivnost a dojem síly z originální malby. Lze vysledovat i podobné rysy mezi touto "Bitvou u Anghiari" a jeho obrazem Lov na hrocha z roku 1616.

## Snaha o znovuobjevení malby
Italský expert na nejmodernější technologie analýzy uměleckých děl Maurizio Seracini věří, že za jednou z nástěnných maleb od Vasariho, nesoucí název "Bitva u Marciana v údolí Chiana" (1563), se skrývá původní dílo Leonarda da Vinciho. Na vrcholu Vasariho fresky, 12 metrů nad podlahou, je vyobrazen florentský voják který nese zelenou vlajku s nápisem "Cerca trova" ("Kdo hledá, najde"). Tato záhadná slova by mohla být narážkou od Vasariho, jenž se o freskách Leonarda da Vinciho vyjadřoval s obdivem.
Seracini považuje za nepravděpodobné, že by Vasari při přestavbě Sálu pěti set zničil dílo svého předchůdce. Seracini provedl výzkum sálu s použitím neinvazivních postupů jako například vysokofrekvenčního radaru s podpovrchovou citlivostí a termografické kamery. Mimo jiného shledal, že Vasari před východní stěnou, kde se původní Leonardův obraz měl nacházet, nechal postavit ještě jednu zeď. Zjistil, že mezi oběma zdmi je mezera široká 1 až 3 centimetry, což by bylo dostačující na to, aby starší obraz byl zachován.
Počátkem roku 2007 dala městská rada Florencie a italský ministr kultury svolení s dalším výzkumem. Ten zpočátku nepřinášel žádné nové výsledky. Teprve koncem roku 2011 se pomocí mikrokamer podařilo najít stopy pigmentů, které mohl Leonardo da Vinci použít; chemická analýza ukázala, že černý pigment má prakticky stejné složení jako ten, jaký byl použit pro obraz Mona Lisa a sv. Jana Křtitele.